# 萊昂縣 (內華達州)
萊昂縣（英語：Lyon County）是美國内华达州西部的一個縣，面積5,222平方公里。根據2020年美國人口普查統計，共有人口59,235人。縣治耶靈頓。該縣成立於1861年11月23日，是該州最早的九個縣之一；縣名紀念在南北战争中陣亡的納薩尼爾·萊昂。